# Kerk van Hørdum
De Kerk van Hørdum (Hørdum Kirke) is de parochiekerk van Hørdum, een plaats in de Deense regio Noord-Jutland, gemeente Thisted. In het kerkportaal bevindt zich een steen met een afbeelding van Thor.

## Geschiedenis en beschrijving
De kerk droeg vroeger de naam van de vier evangelisten en werd gebouwd van granieten blokken. Het bestaat uit een lang schip, een noordelijke portaal en een koor met een halfronde apsis. Onderzoek uit 1955 wees uit dat het koor en de apsis de oudste delen zijn en rond 1170 ontstonden. Een zuidelijke toegang werd later dichtgemetseld, maar de noordelijke toegang is nog altijd in gebruik en heeft een timpaan in boogvorm met een kruisreliëf.
Uit onderzoek onder vloer van de kerk is gebleken dat aan het huidige stenen kerkschip een tijdelijk houten kerkschip voorafging. In de apsis, de noordelijke koormuur en het schip bleven enkele romaanse ramen bewaard. Volgens opgravingen werd het romaanse schip tegelijk met een westelijke toren gebouwd. In de late middeleeuwen werden een portaal en een toren gebouwd. De toren werd in 1817 wegens bouwvalligheid gesloopt en vervangen door een kleine klokkenpyloon. Een nieuwe toren werd in 1955 voor de westelijke gevel gebouwd in de stijl van een middeleeuwse, gefortificeerde toren met een piramidedak.

## Interieur
Het interieur van de kerk wordt overspannen met een balkenplafond. De oude triomfboog tussen het kerkschip en het koor bleef bewaard. De spitsboog die het kerkschip met de torenruimte verbindt is vermoedelijk de originele spitsboog van de laatgotische toren. Gedurende de jaren dat de kerk geen toren had was deze spitsboog dichtgemetseld.
Op de romaanse altaartafel staat een modern kruis geflankeerd door twee kandelaren, die in 1650 werden geschonken door Hans Hansen en Maren Andersdatter. Het glas-in-loodraam van de zegenende Christus werd in 1955 door Askov Jensen vervaardigd. De kerk bezit nog het oude altaarstuk uit circa 1600, dat echter te beschadigd is om nog te worden opgesteld. De schilderijen van dit altaarstuk dateren uit 1710, maar werden in 1872 overgeschilderd. De getoonde motieven zijn: het Heilig Avondmaal, de Graflegging en boven in de top de Verrijzenis. Resten van fresco's zijn aan de westelijke kant van de koorboog te zien.
De renaissance preekstoel met afbeeldingen van Christus en de evangelisten dateert net als het klankbord van 1625.
Het doopvont is romaans, terwijl de doopschaal en doopkan in 1990 werden aangeschaft.
Het votiefschip in de kerk werd gebouwd door Knud Jensen Knudsen, Heltborg. De door hem geschonken driemaster werd in 1926 opgehangen. In de kerk hangen eveneens twee epitafen: een voor Hedvig von Itzen († 1728) en een voor haar man Christian Hermann Henrichsen Helverskow  († 1733).
De kerk bezit twee klokken. Eén klok werd in 1884 omgegoten uit een klok van 1500. De andere klok kon dankzij een testamentaire gift in 1967 worden aangeschafd.

## Thor-steen
De steen van Thor werd tijdens de opgraving in 1954 ontdekt en diende als de onderste trede van een trap, waarvan de voorstelling naar de grond lag. Ze laat een voorstelling uit de Noordse mythologie zien van Thor, die de Midgaardslang probeert te vangen. Tijdens het gevecht met slang moet Thor zo veel kracht zetten, dat zijn voeten door de bodem van het schip zakken. De steen dateert uit de 11e eeuw en werd ook als bouwsteen gebruikt, waardoor ze niet meer compleet is, maar desondanks is de steen met een afbeelding van Thor uniek in een Deense kerk. De steen staat nu in het voorportaal van de kerk.